# INS Vikrant (2013)
INS Vikrant (санскр. विक्रांत «хоробрий») — індійський багатоцільовий авіаносець, призначений для заміни виведеного зі складу флоту авіаносця «Віраат». Цей корабель має стати флагманом західної групи ВМС Індії.
Авіаносець споруджений на основі спільного проєкту № 71 «Indigenous Aircraft Carrie» (IAC-1), розробленого спільно з російським Невським ПКБ, а також з італійською AVIO. Робота над проєктуванням корабля почалася в 1999 році, а кіль був закладений у 2009 році. Корабель був виведений із сухого доку 29 грудня 2011 року і спущений на воду 12 серпня 2013 року. Басейнові випробування були завершені в грудні 2020 року, а морські випробування розпочалися в серпні 2021 року. Церемонія введення в експлуатацію відбулася 2 вересня 2022 року. Льотні випробування будуть завершені в 2023 році.
Загальна вартість проєкту становить приблизно 230 мільярдів рупій (2,9 мільярда доларів США) на момент перших морських випробувань.

## Опис
Авіаносець більшістю параметрів фактично еквівалентний «Vikramaditya» (колишній «Баку»).
При цьому цей корабель спочатку створювався як авіанесучий, а не крейсер з авіаозброєнням, тому внутрішній простір більш якісно використаний. Аналогічно «Vikramaditya», на палубі корабля встановлено трамплін, три-тросовий аерофінішер, оптична система посадки, два витяги.
Склад авіагрупи — 26 літаків МіГ-29К і 10 гелікоптерів Ка-28, Ка-31, HAL Dhruv і Westland Sea King.
Для базування авіаносця модернізовано інфраструктуру на військово-морській базі в місті Карвар.

## Історія
Розробка корабля почалася в 1999 році, замовлений був у 2004 році.
28 лютого 2009 року на верфі Кочин Міністр оборони Індії А. А. До. Ентоні в урочистій обстановці оголосив початок збирання корпусу судна.
Наприкінці 2012 року почалося встановлення двигунів та надбудови.
На момент спуску на воду 12 серпня 2013 року корабель був готовий на 75 %.
Виведення з доку відбулося 10 червня 2015 року і наприкінці 2017 року корабель мав вийти на випробування.
Проте друга фаза будівництва затрималася і третя (випробування у бухті та встановлення озброєння) розпочалася лише у 2019 році.
15 червня корабель було переміщено у верф «Ернакулам» після завершення встановлення зенітного озброєння.
Перший вихід у море відбувся 8 серпня 2021 року.
Церемонія введення в експлуатацію відбулася 2 вересня 2022 року.
Льотні випробування будуть завершені в 2023 році.
Загальна вартість проєкту становить приблизно 230 мільярдів рупій (2,9мільярда доларів США) на момент перших морських випробувань.
6 лютого 2023 року перший прототип літака HAL Tejas у версії корабельного базування (HAL Light Combat Aircraft, LCA) здійснив посадку та зліт зі стартового трампліна авіаносця. Таким чином, вперше літак індійського виробництво здійснив повний цикл — посадку та зліт — з палуби авіаносця створеного в Індії.